# Europese kampioenschappen synchroonzwemmen 2008
De Europese kampioenschappen synchroonzwemmen 2008 werden van 13 tot en met 17 maart 2008 gehouden in het Nationaal Zwemcentrum de Tongelreep in Eindhoven. Het toernooi was onderdeel van de Europese kampioenschappen zwemsporten 2008.

## Medailles
| Onderdeel  | Goud | Goud   | Zilver | Zilver | Brons | Brons  |
| ---------- | --- | ------ | --- | ------ | --- | ------ |
| Solo       | Gemma Mengua Spanje | 98,400 | Natalja Isjtsjenko Rusland | 98,300 | Beatrice Adelizzi Italië | 94,000 |
| Duet       | Spanje Gemma Mengual Andrea Fuentes | 97,800 | Italië Beatrice Adelizzi Giulia Lapi | 94,900 | Oekraïne Daria Iushko Xenia Sidorenko | 93,900 |
| Team       | Spanje Alba Cabello Ona Carbonell Raquel Corral Andrea Fuentes Thaïs Henríquez Gemma Mengual Irina Rodríguez Paola Tirados                            | 97,800 | Italië Alessia Bigi Elisa Bozzo Costanza Fiorentini Manila Flamini Francesca Gangemi Mariangela Perrupato Sara Sgarzi Federica Tommasi                  | 95,200 | Oekraïne Anna Bagirova Nadiya Berezhna Anastasiya Chepak Daria Iushko Ganna Khmelnytska Olga Kondrashova Yuliya Maryanko Kseniya Sydorenko                           | 93,300 |
| Combinatie | Spanje Alba Cabello Raquel Corral Andrea Fuentes Thaïs Henríquez Laura López Gemma Mengual Gisela Morón Irina Rodríguez Paola Tirados Cristina Violán | 97,900 | Italië Alessia Bigi Elisa Bozzo Costanza Fiorentini Manila Flamini Francesca Gangemi Mariangela Perrupato Dalila Schiesaro Sara Sgarzi Federica Tommasi | 95,100 | Oekraïne Anna Bagirova Nadiya Berezhna Anastasiya Chepak Inga Giller Daria Iushko Ganna Khmelnytska Olga Kondrashova Yuliya Maryanko Olga Shevchuk Kseniya Sydorenko | 94,100 |

### Medaillespiegel
| Plaats | Land     | Goud | Zilver | Brons | Totaal |
| 1      | Spanje   | 4    | 0      | 0     | 4      |
| 2      | Italië   | 0    | 3      | 1     | 4      |
| 3      | Rusland  | 0    | 1      | 0     | 1      |
| 4      | Oekraïne | 0    | 0      | 3     | 3      |
| Totaal | Totaal   | 4    | 4      | 4     | 12     |